# Реж
Реж — город в Свердловской области России. Административный центр Режевского района и Режевского муниципального округа.

## География
Город расположен на восточном склоне Среднего Урала, на реке Реж (бассейн Туры), в 83-х километрах к северо-востоку от областного центра города Екатеринбурга. Железнодорожная станция на линии Екатеринбург — Устье-Аха.
Город делится на микрорайоны Семь ветров, Гавань, Шестой участок, Стройгородок, Вокзал, Кочнево.
Река Реж в районе города запружена, на ней образовано Режевское водохранилище.

### Климат
Климат континентальный. Самый тёплый месяц июль со средней температурой +20 °C. Наиболее холодный месяц январь со средней температурой −20 °C. Среднегодовое количество осадков: 495 мм.

## Этимология
Название по расположению на реке Реж (бассейн Туры). Этимология гидронима неясна, в мангазейских памятниках XVII века отмечено слово «реж» или «режма» — проток, но языковая принадлежность этого слова не установлена. Эта версия подтверждается тем фактом, что Реж в XVII веке по сути соединял Аятские озёра с Ницой. Существует версия, что слово «реж» на языке древних манси обозначает скалистые берега. Действительно, на реке Реж свыше 60 крупных скал, благодаря которым река считается одной из красивейших на Урале.
А. К. Матвеев также приводит замечания о том, что название реки Реж не претерпевало изменений со временем, ссылаясь на источники XVII века.

## История
Основан как посёлок в 1773 году, после того, как Савва Яковлевич Яковлев получил разрешение Берг-коллегии построить в верховье реки Реж чугуноплавильный и железоделательный завод. Савва Яковлев в конце XVIII века был крупнейшим российским предпринимателем, а Режевской завод его крупнейшим детищем. Всего на Урале Савва Яковлев построил 6 предприятий, а также купил 16 заводов. Своего расцвета производство на заводе достигло при внуке Саввы, Алексее Яковлеве (1804—1849 годы). В это время качество режевского кровельного железа считалось эталонным, о чём писали в 1835 году в журнале «Горное дело», а в 1824 году во время пребывания в Екатеринбурге им восхитился сам император Александр I. На Режевской завод отправлялись за приобретением опыта мастеровые с заводов соседних округов. В 1878 году на Всемирной промышленной выставке в Париже лист режевского железа был удостоен золотой медали, а мастер, его изготовивший, получил дорогой кафтан с хозяйского плеча.
Административно являлся волостным селением Режевской волости Екатеринбургского уезда.
В начале XX века на Режевском заводе, как и во всей уральской металлургии, начался кризис. В 1911 году Режевской завод закрылся. Первая мировая война, затем Гражданская война, трудности послереволюционного периода значительно ухудшили жизнь режевлян. 16 января 1918 года областной совет рабочих и солдатских депутатов своим постановлением объявил все предприятия акционерного общества Верх-Исетских горных и механических заводов (наследников С. Яковлева) общенародной собственностью.
Первое сообщение о наличии в районе Режа никелевых руд поступило в 1924 году от инженера Ф. М. Кондыкина, обследовавшего Голендухинское железно-рудное месторождение. В 1930 году геологоразведочное бюро Уфалейского никелевого комбината начало разведку на никелевые руды в районе Режа. В результате поисков определены два месторождения окисленных никелевых руд: Голендухинское в 12 км от Режа и Покровское в 6 км от Режа. Режевской никелевый завод стал вторым в Советском Союзе предприятием никелевой промышленности после Верхнеуфалейского.
1 февраля 1963 года Реж был отнесён к городам областного подчинения, а Режевский городской Совет депутатов трудящихся передан в подчинение Свердловскому областному Совету депутатов трудящихся. Позднее вновь стал городом районного подчинения.

## Население
| 1959    | 1967    | 1970    | 1979    | 1989    | 1992    | 1996    | 1998    | 2000    |
| ------- | ------- | ------- | ------- | ------- | ------- | ------- | ------- | ------- |
| 21 298  | ↗30 000 | ↘29 895 | ↗37 905 | ↗43 429 | ↗44 000 | ↘42 400 | ↘42 000 | ↘41 800 |
| 2001    | 2002    | 2003    | 2005    | 2006    | 2007    | 2008    | 2009    | 2010    |
| ↘41 700 | ↘39 881 | ↗39 900 | ↘39 300 | →39 300 | ↘39 100 | ↘38 900 | ↗38 944 | ↘38 215 |
| 2011    | 2012    | 2013    | 2014    | 2015    | 2016    | 2017    | 2018    | 2019    |
| ↘38 200 | ↘37 949 | ↘37 662 | ↘37 643 | ↗37 706 | ↘37 553 | ↘37 420 | ↘37 152 | ↘36 843 |
| 2020    | 2021    | 2023    |         |         |         |         |         |         |
| ↘36 825 | ↘36 585 | ↘36 226 |         |         |         |         |         |         |

На 1 января 2025 года по численности населения город находился на 417-м месте из 1124 городов Российской Федерации.

## Достопримечательности
По территории района с севера на юг проходит Самоцветная полоса Урала, с которой, по словам академика А. Е. Ферсмана, началась минералогическая история России.
13 февраля 1995 года в Реже образован государственный природно-минералогический заказник «Режевской». Основная его задача: охрана минералогических объектов, а именно старых и новых копей аметистов, топазов, изумрудов, опала, турмалинов и др. Под охраной находится более 60 копей. Он также является комплексным заказником по охране охотничьих видов животных. Заказник «Режевской» включает в себя южную часть Самоцветной полосы Урала. В пределах заказника выделяется 3 участка: Липовский, Шайтанский и Адуйский.
В городе создан минералогический музей, который организует экскурсии на старинные самоцветные копи, где происходит знакомство с технологией добычи камня, кроме того, туристы занимаются поиском в отвалах коллекционных камней. Режевской минералогический музей находится в старейшем городском особняке, которому почти 200 лет. Это дом заводоуправителя или Господский дом, который связан с именем Тита Поликарповича Зотова, которого писатель Дмитрий Наркисович Мамин-Сибиряк назвал одним из первых королей русского золота, который стал одним из первых героев золотой лихорадки, вспыхнувшей на Урале и охватившей в дальнейшем Сибирь и Северную Америку. Господский дом отличает редкая на Среднем Урале ротонда и купольное завершение.
Среди достопримечательностей Режа отмечается Храм Иоанна Предтечи, старинная церковь города, освящённая в 1902 году. Храм построен в русско-византийском стиле. В разработке проекта принимали участие архитектор Сергей Сергеевич Козлов и академик архитектуры Юлий Осипович Дютель. При проектировании был использован образцовый проект Константина Андреевича Тона.
Родник Пробойный — место, где в древности находились старообрядческие скиты. Монумент трудовой и боевой славы, памятник режевским умельцам-основателям города. Также в городе сохранились старинные каменные и деревянные дома, придающие городу исторический вид.
Скала Пять Братьев, городской пруд с живописно поросшими сосной скалистыми берегами и множеством родников. В окрестностях города находится Режевской экопарк с проложенной экотропой вдоль скалистого берега реки Реж, видовыми площадками с режевских скал, рекреационными пляжными зонами, ландшафтными музеями в Миронове и Арамашеве.
- Монумент трудовой и боевой славы
- Церковь Иоанна Предтечи
- Первая школа
- Господский дом
- Здание конторы Режевского металлургического завода

## Транспорт
Регулярное автобусное и железнодорожное сообщение связывает Реж с Екатеринбургом, Артёмовским, Ирбитом, Алапаевском, Нижним Тагилом, Невьянском.
Из Екатеринбурга в город ведёт Режевской тракт. В Реже проходит железнодорожная ветка Екатеринбург — Егоршино — Устье-Аха. В городе расположена станция Реж, в посёлках Стриганово и Масленникова, входящих в состав города Режа, расположены станция Стриганово и остановочный пункт Никель.
На территории Режевского никелевого завода (АО «ПО «Режникель») находится одна из немногих в России электрифицированных узкоколейных железных дорог.
- Станция Реж
- Улица Ленина
- Красноармейская улица
- Перекрёсток улиц Советской и Костоусова
- Советская улица

## Промышленность
- Режникель. В 2017 году предприятие законсервировали, почти сразу часть имущества выкупили инвесторы «Спайдермаш» и «Арсеналвтормет»[25].
- Режевской механический завод (не работает)[26][27].
- Режевской кабельный завод.
- Карьер и шахта АО «Сафьяновская медь» (входит в холдинг «УГМК»).
- АО «Режевской хлебокомбинат» — производство хлебобулочных и кондитерских изделий под торговой маркой «Режхлеб»[28][29][30].

- Заброшенное здание управления «Режникель»
- Кондитерская фабрика
- Производство стройматериалов
- Панорама промзоны бывших Никелевого и Механического заводов
- Шлаковые отвалы Никелевого завода

## Культура
- Минералогический музей «Самоцветная полоса Урала» (Советская ул., 4)
- Исторический музей (Красноармейская ул., 3)
- Дворец культуры «Металлург» (ул. Костоусова, 82)
- Дворец культуры «Горизонт» (ул. Калинина, 47)
- Центр культуры и искусств (ул. Ленина, 2)
- Центр национальных культур (ул. Краснофлотцев, 7)
- Режевская детская школа искусств (ул. Калинина, 19а, ул. Космонавтов, 1, Красноармейская ул., 7а)
- Центральная библиотека (ул. Ленина, 30)
- Центральная детская библиотека (ул. Ленина, 30)
- Городская библиотека «Гавань» (Заводская ул., 3)
- Городская библиотека «Быстринская» (переулок Кошевого, 1)

- Исторический музей
- Центр культуры и искусств
- Первая школа
- Господский дом

## Учебные заведения
- Филиал Уральского промышленно-экономического техникума (бывший филиал Уральского политехнического колледжа).
- Филиал Международного института дистанционного образования.
- Режевской политехникум (ранее Режевской строительный техникум, ещё ранее сельскохозяйственный техникум).

## Средства массовой информации

### Газеты
- Режевская весть
- Новости Режа
- Режевская весть. Округ